# Phricotelphusa sukreei
Phricotelphusa sukreei — вид прісноводних крабів родини Gecarcinucidae. Описаний у 2022 році.

## Назва
Вид названо на честь таїландського біолога Сукре Гаджісіме з університету принца Сонгкла. Він був хорошим другом першого автора таксона протягом багатьох років і дуже підтримував своїх колег в університеті, включаючи двох співавторів таксона.

## Поширення
Ендемік Таїланду. Поширений у гірських лісах в провінції Пхаттхалунг на півдні країни.

## Опис
Це наземний краб, що живе у вологих середовищах. Чудово лазить по деревах, використовуюч довгі кінцівки. Карапакс нижньояйцеподібний, ширший за довгий; дорсальні поверхні від ніжно зернистих до морщинистих; антени м'яко роздуті дорсально і латерально; фронтальний край не виступає за рівень зовнішнього очного зуба; передньобоковий край виразно опуклий; надзябровий зуб колючкоподібний, гострий, відділений від зовнішнього орбітального кута виїмкою; епістом відносно широкий поздовжньо, бічна частина заднього краю майже пряма або плавно звивиста; третя сіднична коста щелепи без видимої косої серединної борозни; екзоподія без джгутика, не досягає дистального краю сідничної кости; антенулярна ямка відносно вузька, прямокутної форми; дуже довгі рухливі ноги; чоловічий плеон широко Т-подібний, доходить до уявної поздовжньої лінії, що з'єднує серединний край основ клішень; тельсон коротший за соміт 6 з плавно увігнутими бічними краями.